# Philipp Stauber (Musiker)

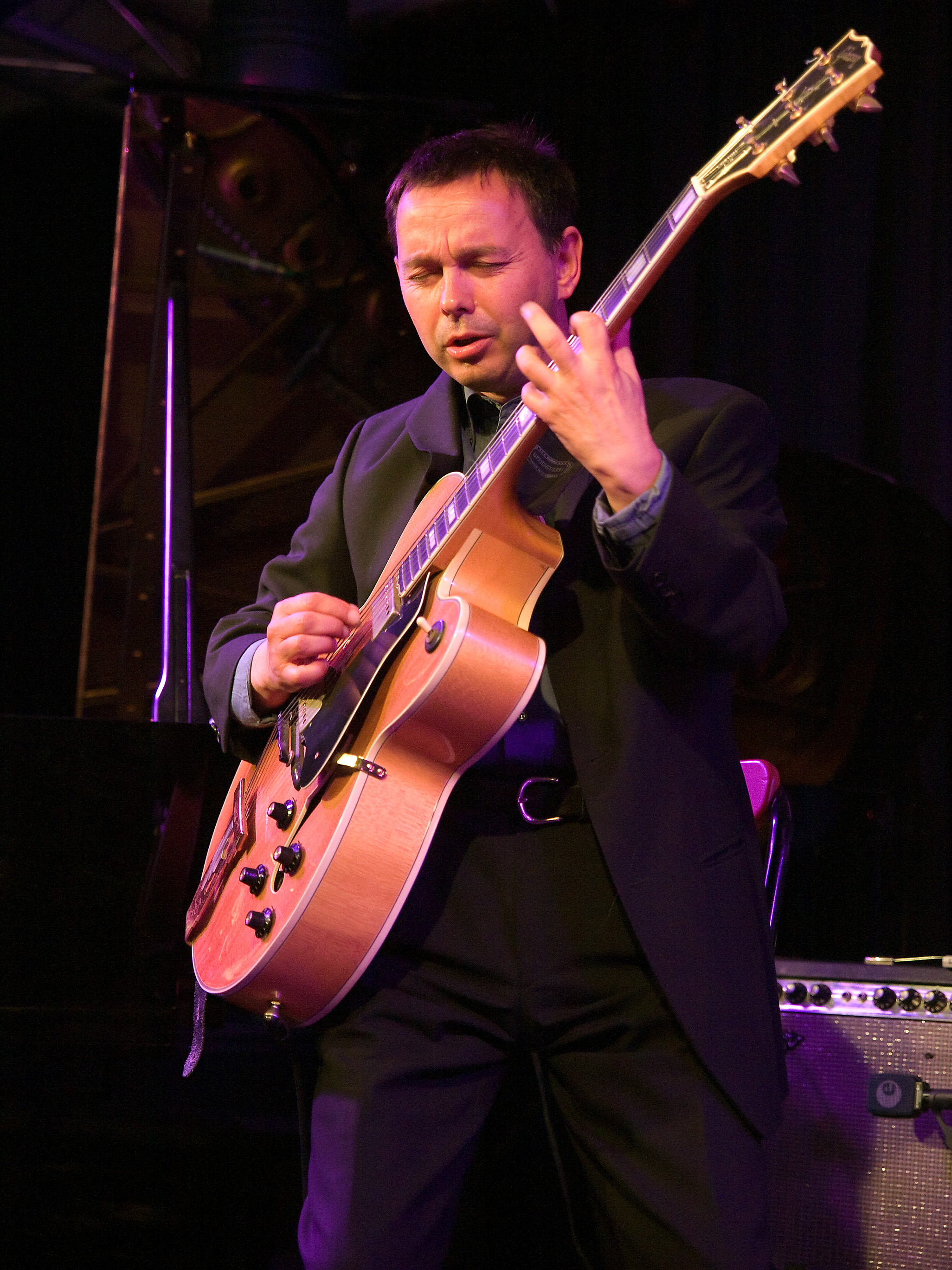
Philipp Stauber im Münchener Jazzclub Unterfahrt, 2010

Philipp Stauber (* 9. September 1965 in Vilseck) ist deutscher Jazzgitarrist.

## Leben und Wirken
Philipp Stauber, der in Olching bei München aufwuchs, erhielt zunächst klassischen Klavierunterricht und wechselte im zwölften Lebensjahr zur Gitarre. Nach dem Abitur absolvierte er das Münchener Gitarreninstitut MGI und erlangte anschließend ein Diplom mit hervorragender Note an der Musikhochschule Arnhem im Fach Jazzgitarre. Er nahm unter anderem Unterricht bei Joe Pass, Karl Ratzer, Howard Roberts und Kosta Lukács.
Neben seinem Philipp Stauber Quartett mit Henning Sieverts, Bass, Till Martin, Saxophon, und Bastian Jütte, Schlagzeug, stehen besonders seine Duobesetzungen mit dem Gitarristen Helmut Kagerer und dem Bassisten Henning Sieverts sowie die Zusammenarbeit mit den Sängerinnen Liz Howard, Stefanie Boltz, Caeroline Landry und Gerti Raym im Vordergrund seiner Arbeit. U. a. spielte und arbeitete er mit Giora Feidman, Bobby Watson, August Zirner, Axel Hacke, "The Weather Girls", Michael Schanze, Alfons Schuhbeck, Hugo Strasser, Gus Backus. 2016 leitete Stauber mit Unterstützung des Goethe-Instituts eine Jazzgitarrenseminar an der Musikhochschule der mongolischen Hauptstadt Ulan-Bator und spielte dort einige Konzerte.
Unter eigenem Namen veröffentlichte Stauber diverse Alben; daneben wirkte er als Studiomusiker, teilweise auch als Arrangeur und Produzent, an zahlreichen Tonträgern anderer Künstler mit.

## Auszeichnungen
- 1991 und 1993: 1. Platz beim MDR-Jazzwettbewerb
- 2011: „CD des Jahres 2010“ Auszeichnung für das Album Foolish Hearts (Archtop-Germany.de)

## Diskografische Hinweise
- Philipp Stauber Trio Slowfood (Radau Records, mit Till Martin, Henning Sieverts; 2001)
- Philipp Stauber Quartett Four Colours...One Picture (mit Till Martin, Henning Sieverts, Bastian Jütte; 2005)
- Dietl & Stauber (2006)
- Dietl & Stauber Haidhausen (2010)
- Philipp Stauber Quintett Foolish Hearts (mit Till Martin, Jan Eschke, Henning Sieverts, Bastian Jütte; 2010)[2]
- Stefanie Boltz & Philipp Stauber Blossom Time (2010)
- Philipp Stauber Quartett Sugar (GLM 2015; mit Sieverts, Martin, Eschke, Jütte)[3]
- Gerti Raym / Philipp Stauber Dear Ernestine – A Tribute to Ernestine Anderson (2017)
- Caeroline Landry / Philipp Stauber  Who Said (2017)[8]
- Gerti Raym / Philipp Stauber Deeply Connected with Ella (2021)[6]
- Nora & Elina Bernett / Philipp Stauber Seele aus Konfetti (2021)[7]